# Desi Polanen

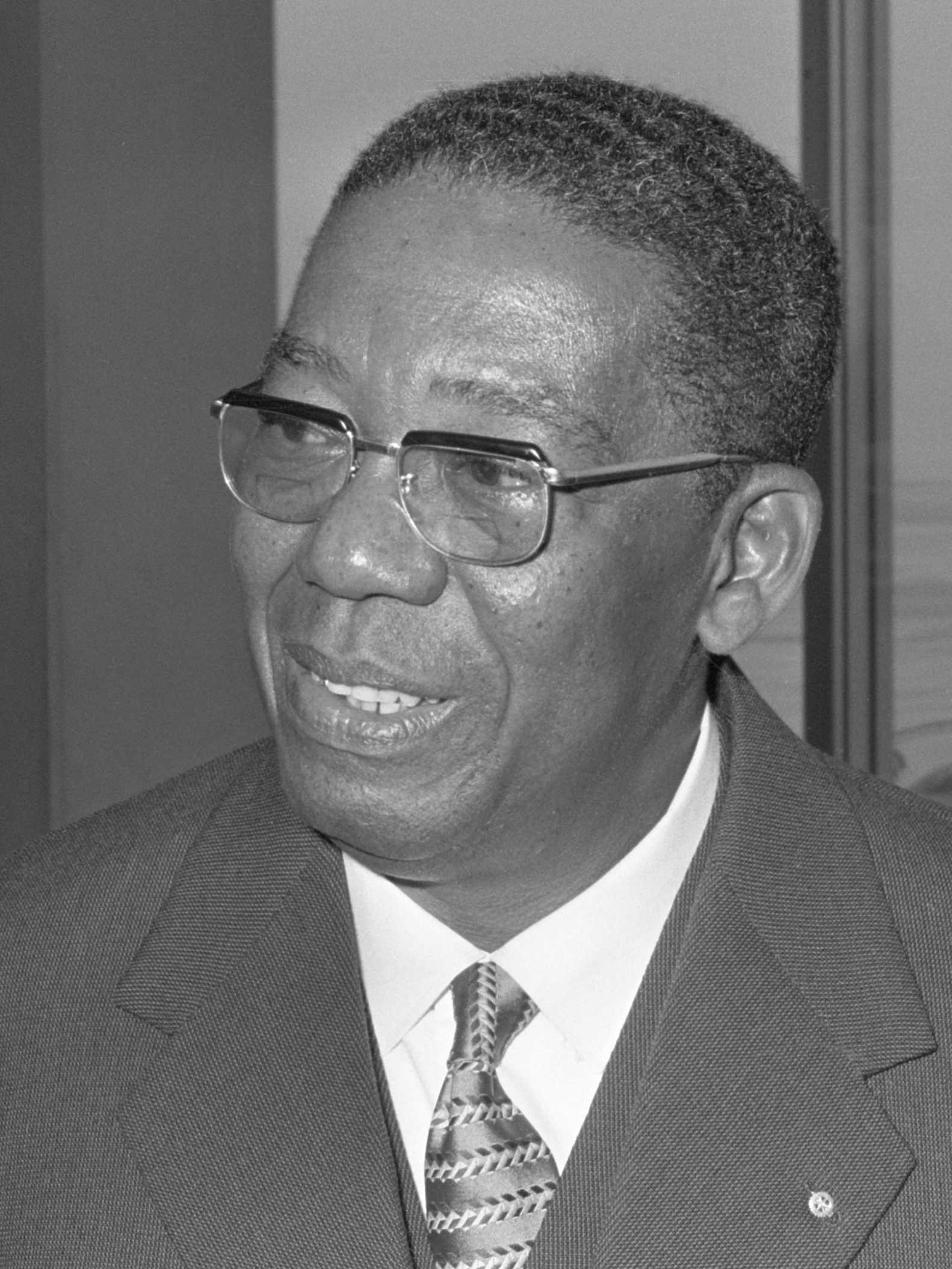
Desi Polanen (1970)

Jean-fils Désiré Victor (Desi) Polanen (Paramaribo, 16 mei 1913 – Driebergen, 17 mei 1994) was een Surinaams politicus en diplomaat.

## Biografie
Na het gymnasium in Haarlem ging hij studeren aan de Columbia-universiteit in New York waarna hij in 1948 terug in Nederland examen tandheelkunde deed. Zes jaar later promoveerde hij in het West-Duitse Hamburg cum laude in de kaakchirurgie op het proefschrift Die Zahnextraktion in bakteriologischer Sicht. In de jaren 1946 en 1947 had hij al een particuliere tandartsenpraktijk gehad op Aruba en na zijn promotie had hij een particuliere tandartsenpraktijk in Suriname. Daarnaast was hij voorzitter van meerdere organisaties zoals de tandartsenvereniging te Paramaribo, het diaconessenziekenhuis te Paramaribo (tevens medeoprichter) en de Evangelische Broedergemeente Suriname. 
Daarnaast was hij ook politiek actief. In 1961 verscheen in Het Parool een artikel waarin hij aangaf dat Surinaamse ministers corrupt zijn. In reactie daarop kwam R.H. Pos, toenmalig Gevolmachtigd minister van Suriname in Nederland, met een telegram. Daarin werd Polanen neergezet als een onbelangrijk figuur waarbij ook nog eens fijntjes werd vermeld dat diens broer Pieter als leider van een bende aanslagen had gepleegd tegen regeringspersonen. Daarbij werd verwezen naar een klungelig uitgevoerde mislukte aanslag op Pengel. Verder richtte Polanen rond 1962 samen met G.J.C. van der Schroeff een nieuwe politieke partij op: Waarom Iets Nieuws (WIN). Niet lang daarna was hij een van de ondertekenaars van een petitie van het Nationaal comité tegen onafhankelijkheid-nú. Na de verkiezingen van 24 oktober 1969 kwam er een kabinet onder leiding van Sedney die zelf behoort tot de Progressieve Nationale Partij (PNP) en diezelfde partij droeg Polanen voor als Gevolmachtigd minister van Suriname in Nederland.
Op 1 januari 1970 nam Polanen die functie over van Walter Lim A Po. Hij zou functie blijven uitvoeren tot eind februari 1974 waarna hij nog enige tijd als tandarts gewerkt heeft in het Noord-Hollandse Aerdenhout. In 1994 overleed hij in Nederland op 81-jarige leeftijd.